# Редковцы (Черновицкая область)
Ре́дковцы (укр. Рідківці) — село в Магальской сельской общине Черновицкого района Черновицкой области Украины.
Население по переписи 2001 года составляло 4177 человек. Почтовый индекс — 60312. Телефонный код — 3733. Код КОАТУУ — 7323086301.

## История
В 1946 г. Указом ПВС УССР село Раранча переименовано в Редковцы.
До 2020 года входило в Новоселицкий район